# Stockholmská škola

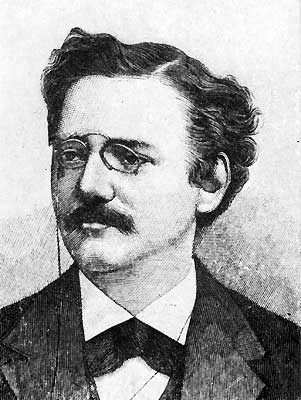
Knut Wicksell, švédský ekonom, jehož dílo ovlivnilo Johna Maynarda Keynese a stockholmskou školu.

Stockholmská škola (švédsky Stockholmsskolan) je škola ekonomického myšlení, kterou ve 30. letech 20. století utvořila skupina švédských ekonomů navazujících na odkaz Knuta Wicksella a Gustava Cassela.
Škola působila a dosáhla největšího věhlasu ve 30. letech v době velké hospodářské deprese, kdy se spousta ekonomů zabývala vztahem úspor a investic, v Anglii to byl např. John Maynard Keynes. Stockholmská škola došla k podobným závěrům v makroekonomii jako Keynes, avšak nezávisle. Díla stockholmských ekonomů byla totiž přeložena do angličtiny až koncem 30. let. Stockholmská škola se zasloužila zejména o rozlišení investic a úspor ex post a ex ante, které je dnes součástí standardní makroekonomické analýzy.

## Představitelé stockholmské školy
- Gunnar Myrdal – Monetární rovnováha (1931)
- Erik Lundberg – Studie k teorii hospodářské expanze (1937)
- Bertil Ohlin – Stockholmská teorie úspor a investic (1937)
- Erik Lindahl – Studie v teorii peněz a kapitálu (1939)
- Dag Hammarskjöld
- Ingvar Svennilson